# Sabicea discolor
Sabicea discolor är en måreväxtart som beskrevs av Otto Stapf. Sabicea discolor ingår i släktet Sabicea och familjen måreväxter. Inga underarter finns listade i Catalogue of Life.